# Tuva Hansen
Tuva Hansen (4 augustus 1997) is een voetbalspeelster uit Noorwegen. Ze speelt als verdediger voor FC Bayern München in de Bundesliga.
Tuva Hansen begon haar carrière bij Bryne IL voordat ze overstapte naar Klepp IL. Voor deze club maakte ze haar debuut in de Toppserien in 2013. In 2014 stapte ze over naar Arna-Bjørnar. Daar speelde ze samen met haar zus Hege Hansen.
In november 2014 keerden Tuva en haar zus Hege Hansen terug bij Klepp IL. In 2015 speelde Hansen alle wedstrijden in de Toppserien en werd ze genomineerd voor de Statoil’s jonge talent prijs. Hansen groeide uit tot aanvoerder. In 2016, werd ze benoemd tot speler van het seizoen door Jærbladet, een Noorse krant. Na afloop van dat seizoen weigerde Hansen een overstap naar LSK Kvinner, het team dat de Toppserien en de Noorse beker won dat jaar. In 2018 behaalde Hansen de tweede plaats in de Toppserien met Klepp IL. And in 2019, they got bronze.
In november 2020 maakte Sandviken bekend dat zowel Hansen als haar teamgenote Elisabeth Terland de overkamen van Klepp. Hansen werd al snel één van de leiders van het team en groeide uit to aanvoerder. Het werd een erg succesvol seizoen voor IL Sandviken want ze wisten het landskampioenschap te pakken. De kampioenswedstrijd was tegen Klepp, Hansen’s voormalige club, waar  Sandviken met 8-0 won, waardoor Klepp uit de Toppserien degradeerde. Hierdoor moest Hansen huilen in een interview bij NRK als clubliefde voor haar oude club. Sportskollektivet.no verkoos Hansen als Player of the Year 2021.
FC Bayern München maakte op 1 december 2022 bekend dat ze Hansen hadden gecontracteerd. Een transfer die pas inging op 1 januari 2023 toen de transfermarkt officieel opende. Op 12 februari 2023 maakte Hansen haar debuut voor FC Bayern München in de thuiswedstrijd tegen Eintracht Frankfurt.

## Statistieken[14]
| Seizoen   | Club              | Land      | Competitie | Wedstrijden | Doelpunten |
| --------- | ----------------- | --------- | ---------- | ----------- | ---------- |
| 2013      | Klepp IL          | Noorwegen | Toppserien | 8           | 0          |
| 2014      | Arna-Bjørnar      | Noorwegen | Toppserien | 10          | 0          |
| 2015-2020 | Klepp IL          | Noorwegen | Toppserien | 126         | 2          |
| 2021-2022 | IL Sandviken      | Noorwegen | Toppserien | 32          | 1          |
| 2023-     | FC Bayern München | Duitsland | Bundesliga | 16          | 0          |
| Totaal    | Totaal            | Totaal    | Totaal     | '188        | 3          |

Laatste update: dec 2023

## Internationaal
Hansen is voor meerdere jeugdteams uitgekomen voor Noorwegen, inclusief onder 15, onder 16, onder 17, onder 19 en onder 23. 
In november 2016 werd ze voor het eerst opgeroepen voor het Noorse nationale team. Ze maakte op 19-jarige leeftijd haar debuut in een 0-3 nederlaag tegen Spanje in de Algarve Cup in 2017.  Hansen werd opgenomen in de selectie voor het EK 2022. Hansen kwam alle drie de wedstrijden in actie, maar werd door een 1-0 nederlaag tegen Oostenrijk. Hansen maakte haar eerste interlanddoelpunt in een wedstrijd voor kwalificatie voor het WK 2023 tegen België. Door dit doelpunt won Noorwegen met 1-0 en plaatste het zich voor het WK 2023.
Op 19 juni 2023 werd Hansen opgenomen in de selectie van bondscoach Hege Riise voor het WK 2023. Op dit toernooi wist Noorwegen de achtste finales te halen waarin Japan met 3-1 te sterk was. Hansen kwam alle vier de wedstrijden in actie.